# Klein-Doenrade
Klein-Doenrade (Limburgs: Kleen-Doonder) is een gehucht van Oirsbeek, in de Zuid-Limburgse gemeente Beekdaelen (Nederland). Het gehucht ligt ten zuiden van het dorp Doenrade op het grondgebied van Oirsbeek. Het bestaat uit drie straten met aan één zijde een rij van ongeveer 30 huizen met circa 100 inwoners. Het plaatsje ligt tussen twee provinciale wegen; de weg van Brunssum naar Sittard (de N276) en de weg die vanaf deze weg richting Hoensbroek gaat. Bij het plaatsje komen de twee verkeersstromen samen inclusief verkeer vanuit onder andere Merkelbeek.
Aan de overzijde van de N276 ligt het kerkdorp Doenrade. Beide plaatsen liggen boven op een heuvelplateau, hoewel Klein-Doenrade van oudsher bij Oirsbeek hoort, dat beneden in het dal ligt.
Tussen Doenrade en Klein-Doenrade in ligt Kasteel Doenrade.
Dorpen: Aalbeek · Amstenrade · Arensgenhout · Bingelrade · Doenrade · Hulsberg · Jabeek · Merkelbeek · Nuth · Oirsbeek · Puth · Schimmert · Schinnen · Schinveld · Sweikhuizen · Vaesrade · Wijnandsrade

Buurtschappen en gehuchten: Bovenste Puth · Brand · Breinder · Brommelen · Daniken (deels) · Douvergenhout · Etzenrade · Gracht · Grijzegrubben · Haasdal · Hegge · Heisterbrug · Helle · Hellebroek · Hommert · Hunnecum · Kamp · Kathagen · Klein-Doenrade · Kleingenhout · Kling · Kruis · Laar · Leeuw · Nagelbeek · Nierhoven · Oensel · Onderste Puth · Op de Bies · Op den Hering · Oppeven · Reuken · Swier · Terstraten · Tervoorst · Thull · Viel · Vink · Wintraak · Wissengracht · Wolfhagen

Limburg: Steden en dorpen      Nederland: Provincies · Gemeenten